# Linéaire sans seuil
Pour les articles homonymes, voir LNT.
Le modèle linéaire sans seuil (LSS, ou LNT en anglais) est un modèle utilisé en radioprotection pour fixer la limite réglementaire des expositions admissibles.
Le modèle se fonde sur le principe que toutes les doses reçues sont équivalentes, indépendamment du débit de dose ou de leur fractionnement. De ce fait, les doses successives reçues dans une année ou au cours d'une vie peuvent être additionnées.
Ce modèle conduit naturellement au principe ALARA (As Low As Reasonably Achievable, aussi faible que raisonnablement atteignable), minimisant les doses reçues par un individu. Il conduit également aux applications très contestées de dose collective, où l'effet de très faibles doses d'irradiation sur une grande population est calculé de manière linéaire.

## Le modèle linéaire sans seuil
La relation dose-effet la plus simple est celle du modèle linéaire sans seuil, qui postule que le nombre de cancers induits par une exposition aux rayonnements ionisants varie de manière linéaire avec la dose reçue, et sans seuil en deçà duquel on puisse considérer qu'une exposition serait sans effet.
Au cœur du modèle linéaire sans seuil, on trouvait originellement le modèle monoclonal à étapes multiples de la cancérogenèse : chaque cancer est un clone d'une cellule unique, initialement saine, qui par une suite de mutations indépendantes est devenue proliférante. Dans ce contexte, chaque particule ionisante traversant un organisme a une certaine probabilité de toucher sa « cible », c'est-à-dire l'ADN cellulaire ; chaque impact effectif provoque une mutation qui a une certaine probabilité de déclencher ou de passer une étape menant au déclenchement de la prolifération cancéreuse. À partir du moment où une seule particule (avec une probabilité si faible soit-elle) est susceptible de provoquer un cancer ou de passer une des étapes menant au cancer, la probabilité globale d'observer un cancer ne peut que croître linéairement avec la dose reçue,.
Au début des années 2000, la justification avancée par certains auteurs se fonde sur les arguments suivants, contestés par d'autres,, :
1. des études épidémiologiques ont démontré une augmentation du risque de cancer pour des doses à l'organe de 10 mGy ;
2. l’effet cancérogène de doses de l’ordre de 10 mSv est prouvé chez l’homme pour l’irradiation in utero ;
3. à partir de 10 mGy, la relation linéaire sans seuil rend compte de manière correcte de la relation dose-effet dans la cohorte d’Hiroshima et Nagasaki ;
4. aux doses inférieures à 10 mSv, les cellules irradiées ne sont traversées que par une seule trajectoire (ou un faible nombre de trajectoires nettement séparées), et l'effet de chaque trajectoire est un évènement stochastique indépendant ;
5. la nature des lésions ainsi causées et la probabilité de réparation fidèle ou fautive et d’élimination par la mort des cellules lésées ne dépendent ni de la dose ni du débit ;
6. la probabilité pour qu’une cellule initiée donne naissance à un cancer n’est pas influencée par les lésions dans les cellules voisines ou les tissus adjacents.

Depuis lors, une partie de ces arguments ont perdu de leur valeur, en raison notamment de nombreux résultats issus des laboratoires de radiobiologie :
- Même si les ionisations sont indépendantes, il peut y avoir des effets de groupe via des mécanismes de communication cellulaire encore mal compris (effet bystander) ;
- L'efficacité de la réparation des dommages chromosomique dépend directement du débit de dose, avec la possibilité d'une hypersensibilité aux radiations à très bas débit ;
- Le développement d'un cancer ne dépend pas seulement d'une cellule isolée mais également des tissus voisins, qui peuvent contribuer à ce qu'elle échappe au système immunitaire ;
- Les effets d'une irradiation à un instant donné peuvent dépendre d'irradiations précédentes (réponse adaptative).

Finalement, il existe des arguments forts en faveur du modèle linéaire sans seuil, mais également des arguments forts en faveur de son abandon.  Le statu quo entre peut être résumé par la position officielle de l'Environmental Protection Agency américaine :

« L'EPA accepte les recommandations issus des rapports BEIR VII et ICRP selon lesquelles, d'une part on dispose d'une base scientifique solide pour le modèle linéaire sans seuil, et d'autre part on n'a pas d'alternative viable à ce modèle pour l'instant. Cependant, les recherches sur les effets des faibles doses continuent, et la question de l'extrapolation aux faibles doses demeure ouverte. »

## Limites d'exposition admises

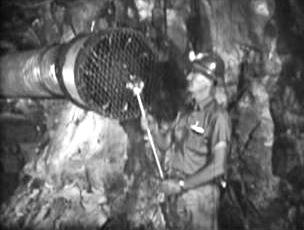
Mesure du débit d'air dans une mine d'uranium. La ventilation est nécessaire pour maintenir l'exposition au radon en dessous des seuils fixés par la réglementation ; l'exploitant peut se fixer des objectifs internes encore plus contraignants.

Historiquement, le système de prévention des risques radiologiques a d'abord été fondé sur la notion de seuil, c'est-à-dire l'existence d'un niveau en dessous duquel les rayonnements ionisants sont sans danger. Ce seuil, la dose de tolérance a initialement pour but de protéger les opérateurs en radiologie : dès 1925, on propose de le fixer à 1/100 de dose érythémateuse par mois, où la dose érythémateuse, une mesure approximative d'exposition utilisée au temps des pionniers de la radiologie, est la quantité de rayons X nécessaires qui fait rougir la peau des opérateurs. 
Avec la standardisation du röntgen pour mesurer l'exposition, les premières doses de tolérance sont effectivement fixées vers 1934 par le National Council on Radiation Protection and Measurements (en) (NCRP) aux États-Unis et par la Commission internationale de protection radiologique (CIPR) en Europe,. Ces seuils sont fixés à 0,1 ou 0,2 röntgens par jour, soit effectivement environ 1/100 de dose érythémateuse par mois. En termes modernes, ces seuils correspondent à 10-20 mSv par jour, soit 300 à 600 mSv par an (pour une année travaillée de 300 jours), bien au-delà des limites modernes.
Avec la seconde guerre mondiale et le projet Manhattan, qui utilise massivement des radionucléides très radioactifs, ces seuils sont progressivement abaissés à 3 mSv par semaine pour les travailleurs (soit environ 150 mSv par an) et le dixième de cette valeur pour la population (en raison de possibles risques génétiques et de la sensibilité de certains individus qui les rend particulièrement vulnérables aux rayonnements). 
Surtout la notion de dose de tolérance est mise en doute puis finalement abandonnée en 1954: « Le concept d'un dose de  tolérance nécessite de supposer que si la dose est inférieure à une certaine valeur —la valeur seuil— aucune atteinte n'en résulte. Puisqu'il semble bien établi qu'il n'y a pas de seuil de dose pour la production de mutations génétiques par les radiations, il s'ensuit que stricto sensu il ne peut pas exister de dose de tolérance quand on prend en compte tous les effets possibles des radiations sur l'individu et sur les générations futures. »
De plus, les premières études sur les survivants des bombardements de Hiroshima et Nagasaki ont accentué la crainte des effets cancérigènes et mutagènes à long terme des radiations. Les seuils baissent encore et la Publication 1 de la CIPR remplace en 1959 la limite professionnelle hebdomadaire par une limite annuelle qui tient compte de l’accumulation des doses : cette limite correspond à une moyenne de 50 mSv par an mais autorise des dépassements exceptionnels, bornés à 30 mSv par trimestre, soit un maximum de 120 mSv par an,. On observe la même évolution dans les valeurs publiées par le NCRP américain, où la limite annuelle est fixée de même à 5 rems en 1958.
La dose de tolérance est alors remplacée par la notion de dose maximale permissible introduite par le NCRP : les expositions de patients à des rayonnements ionisants doivent être "aussi faibles que possible", même s'il est par ailleurs reconnu que des faibles doses sont probablement sans importance.
Petit à petit, le système de protection évolue vers le principe ALARA (acronyme anglais pour "As Low As Reasonably Achievable", c'est-à-dire « Aussi bas que raisonnablement possible ») : « Compte tenu des preuves incomplètes sur lesquelles reposent les valeurs, et de la connaissance que certains effets des rayonnements sont irréversibles et peuvent se cumuler, il est fortement recommandé de tout mettre en œuvre pour réduire au plus bas niveau possible l’exposition à tous les types de rayonnements ionisants. La Commission révisera les doses admissibles proposées au fur et à mesure que de nouvelles informations parviendront. ». La dose est limitée 5 mSv pour les personnes du public, et l’optimisation de la protection occupe une place de plus en plus importante. Le principe ALARA est officialisé dans la législation américaine dès 1972. Il est ensuite officiellement adopté par la CIPR dans sa publication 26, publiée en 1977.
Le modèle linéaire sans seuil s'impose peu à peu : « Les recommandations de 1966 ont établi la nécessité de prévenir les effets radio-induits aigus et de limiter à un degré acceptable les risques de cancer ou d'anomalies génétiques chez les enfants de parents irradiés. Dans cette recommandation, il est implicitement admis qu'il existe un rapport dose-effet linéaire sans seuil pour le cancer et les anomalies génétiques. » D'abord informelle, l'utilisation de ce modèle se généralise, notamment avec la publication du rapport BEIR (Biological Effects of Ionizing Radiation) par le National Research Council américain en 1972.
En 1977, avec la publication 26, la CIPR définit une nouvelle grandeur pour quantifier les effets stochastiques, le détriment. Celui-ci combine, pour une exposition donnée, les différents effets stochastiques possibles : risque de cancer, risque de décéder d'un cancer, perte d'espérance de vie et risque héréditaire. Un modèle de risque permet de passer de la dose absorbée à la dose efficace, puis de la dose efficace au détriment. La conversion de la dose efficace en détriment se fait par une simple règle de proportionnalité utilisant un coefficient de risque : le modèle linéaire (sans seuil) est alors officiellement devenu la base du système de radioprotection de la CIPR.
La Publication 60 de la CIPR, publiée en 1991, met à jour et remplace la publication 26. Elle fait la synthèse des travaux sur les risques de cancers radio-induits, et pose que le maximum tolérable sur la vie entière est 1 sievert pour les travailleurs et 70 mSv pour les personnes du public. Les limites de dose annuelles en sont déduites : abaissées à 20 mSv pour les premiers (avec dépassement autorisé jusqu’à 50 mSv une année, dans la mesure où la moyenne sur cinq ans ne dépasse pas 20 mSv par an) et maintenues à 1 mSv pour les seconds,. Ces recommandations sont de nouveaux mises à jour en 2007 par la publication 103 de la CIPR, mais la philosophie de protection reste celle définie en 1991 par la publication 60,. 
Sur l'utilisation de la dose collective, la CIPR fait une distinction nette entre son utilisation à des fins de radioprotection (couramment utilisée) et l’extrapolation linéaire sans seuil de dommages stochastiques à partir de doses collectives, qu'elle rejette explicitement :
« La grandeur dose efficace collective constitue un instrument d’optimisation, [...] il ne convient pas de l’utiliser pour les projections du risque [...] en particulier, le calcul du nombre de cancers létaux reposant sur des doses efficaces collectives calculées à partir de doses individuelles insignifiantes doit être évité. »

## Le principe ALARA

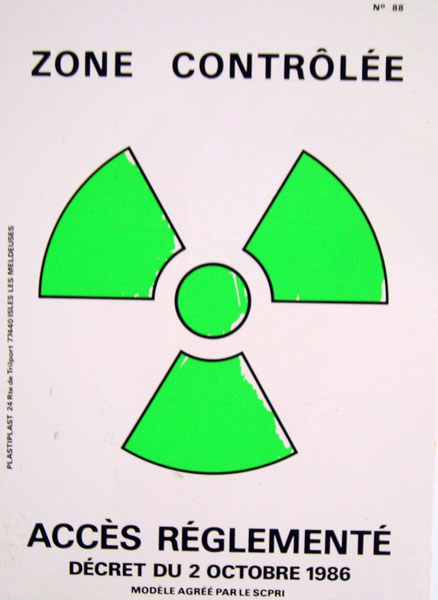
Une zone d'accès réglementé est un espace entourant une source de rayonnements ionisants, situé dans un établissement ou un chantier, qui se trouve assujetti à des règles particulières aux fins de radioprotection et dont l'accès est réglementé et réservé aux seules personnes autorisées. C'est dans ce périmètre que s'applique la réduction ALARA de l'exposition radiologique.

Le système de radioprotection est un système de gestion du risque radiologique aujourd'hui plutôt fondé sur le principe de précaution : le niveau de dose auquel on expose quelqu'un doit être ALARA dans la terminologie de la radioprotection : As Low As Reasonably Achievable, aussi bas que ce que l'on peut raisonnablement atteindre, et justifié par une raison suffisante.
Ce principe est avant tout une attitude intellectuelle destinée à fonder l'action en matière de radioprotection. Il est destiné à susciter une approche globale de la radioprotection, une radioprotection de gestion a priori des doses individuelles et collectives fondée sur la fixation d'objectifs optimisés, complémentaire à la surveillance des seuils de radioprotection.
Cette gestion vise un équilibre « raisonnable » entre protection et économie, le R du principe ALARA. L'obligation de comportement à caractère incitatif, qui sous-tend ce principe d'optimisation, motive les exploitants à atteindre au mieux les objectifs dosimétriques qu'ils se sont fixés en matière de gestion des niveaux d'exposition résiduels, tout en agissant au mieux des intérêts de la collectivité et de leurs intérêts propres dans le milieu concurrentiel où ils se trouvent placés. L'optimisation implique que, par une analyse détaillée d'opérations envisagées et partant d'une expérience dans des situations similaires, on recherche les voies d'amélioration possibles et l'on décide, le cas échéant, la mise en œuvre de moyens supplémentaires à un coût jugé acceptable.
L'instrument naturel d'une telle optimisation consiste à surveiller et réduire au mieux la dose collective, c'est-à-dire la somme des expositions reçues sur l'ensemble des zones surveillées. Ainsi, l'ensemble du personnel est conscient et solidaire de l'objectif collectif, chacun en proportion de la dose individuelle reçue.
La limite est considérée comme la frontière de la région des doses inacceptables ; les valeurs proches de la limite doivent être très strictement réglementées, et les doses proches de la limite ne sont considérées comme tolérables que dans la mesure où les niveaux d'exposition résiduels sont optimisés. Le but de cette approche est de créer une culture de radioprotection, qui en fasse une préoccupation constante de tous les acteurs impliqués, et ne soit pas limitée aux seules zones réputées « dangereuses » parce que proche de la limite, mais s'étende à l'ensemble des « zones surveillées ».

## Positions officielles de la CIPR sur l'approche linéaire
Depuis 1977 et la publication 26 de la Commission internationale de protection radiologique, ce qu'on désigne communément par l'approche linéaire sans seuil correspond en pratique à l'utilisation du modèle de risque de la CIPR. Dans sa formulation moderne, cette approche est définie comme suit :
(§36) « À des doses de rayonnement inférieures à environ 100 mSv par an, l’augmentation de l’incidence des effets stochastiques est censée se produire, selon la Commission, avec une faible probabilité et proportionnellement à l’augmentation des doses de rayonnement au-dessus de la dose due au fond naturel. L’utilisation de ce modèle, ainsi nommé linéaire sans seuil (LNT), est considérée par la Commission comme étant la meilleure approche pratique pour gérer le risque dû à l’exposition aux rayonnements et en accord avec le « principe de précaution » (UNESCO,2005). »

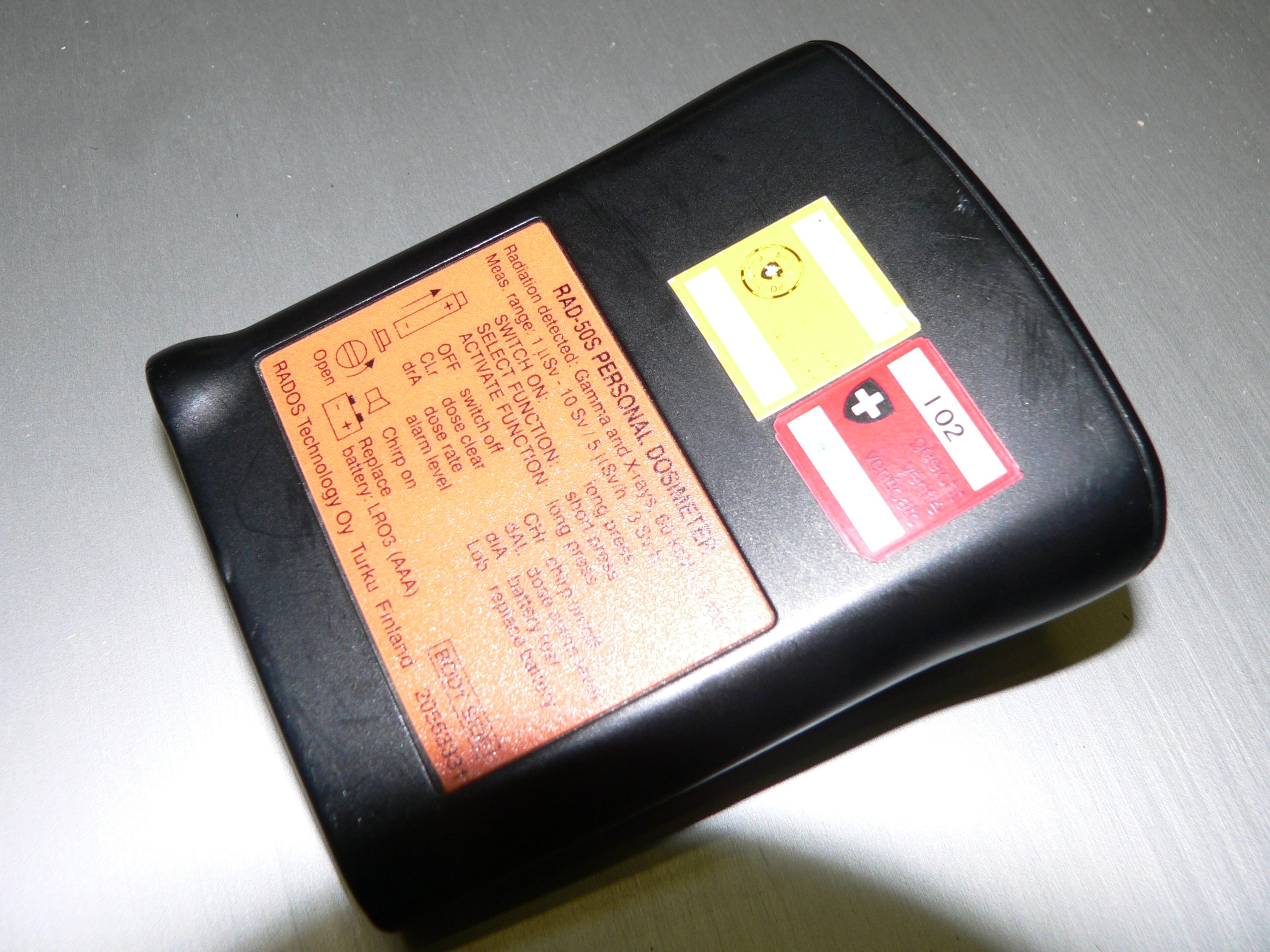
Dosimètre individuel.

Cette approche a été retenue par la commission pour différentes raisons. Pour certains, ces raisons sont avant tout de simplicité administrative : parce qu'elle permet d’additionner les diverses doses reçues par un travailleur au cours de son activité professionnelle quelles que soient la durée de l’exposition et la nature des rayonnements. Grâce à cette approche, les limites réglementaires peuvent être constatées directement sur un dosimètre, qui additionne toutes les expositions comme le fait une pellicule photographique et fournit directement la limite réglementaire.
On note que la position officielle de la CIPR est bien différente de cette vision "administrative", et fonde son adoption du modèle linéaire sans seuil sur sa vraisemblance (à défaut de certitudes) :
(§64) « Bien qu’il existe des exceptions reconnues, la Commission estime, à des fins de protection radiologique, que les connaissances sur les processus cellulaires fondamentaux, couplées aux données concernant la relation dose-effet, confortent l’opinion selon laquelle dans la plage des faibles doses, en dessous d’environ 100 mSv, il est scientifiquement plausible de supposer que l’incidence d’effets cancérigènes ou héréditaires croît proportionnellement à l’augmentation de la dose équivalente reçue par les organes et tissus concernés. »
Si elle retient bien l'approche linéaire sans seuil pour proposer les limites d'exposition aux rayonnements, la CIPR s'oppose par contre à son utilisation pour extrapoler des calculs de risque ou de mortalité à des populations entières dans le domaine des faibles doses (le calcul par dose collective) :
(§66) « Cependant, bien que le modèle LNT reste un élément scientifiquement plausible pour son système pratique de protection radiologique, la Commission souligne le fait que des informations biologiques/épidémiologiques qui permettraient de vérifier sans ambiguïté les hypothèses sous-jacentes au modèle LNT font défaut (voir UNSCEAR, 2000 ; NCRP, 2001). En raison de cette incertitude quant aux effets sur la santé des faibles doses, la Commission estime qu’il est inapproprié, pour les besoins de la santé publique, de calculer le nombre hypothétique de cas de cancers ou de maladies héréditaires qui pourraient être associés à de très faibles doses de rayonnement reçues par un grand nombre de personnes sur de très longues périodes. »
L'approche linéaire sans seuil adoptée en radioprotection ne signifie pas que les mécanismes d'induction de cancer sont intrinsèquement linéaires. Cette approche reste valide même si ces mécanismes sont non linéaires, et qu'elle correspond à une « atténuation » de ces non-linéarités. Des lois à seuil, hyper-linéaires, sub-linéaires peuvent par ailleurs être préférées pour des études scientifiques en radiobiologie, sans que ce soit contradictoire avec une approche simplifiée recommandée pour la réglementation de la radioprotection.